# レクチン
レクチン（英: lectin）は、単糖や糖鎖と可逆的に結合するタンパク質の総称である。このうち、糖鎖に結合する抗体、糖鎖を触媒する酵素は除く。生物およびウイルスから、膨大な種類のレクチンが発見されている。

## 歴史
1888年、エストニア、ドルバト大学(現タルトゥ大学)の 医師Peter Hermann Stillmarkは、博士論文研究として、トウゴマ(Ricinus communis)の種子から毒素タンパク質「リシン」（ricin）と赤血球凝集素「ヘマグルチニン」(HA)を発見した。これがレクチン研究の出発点となる。
後に多種多様な凝集素が植物から探索され、細胞の糖タンパク質や糖脂質の糖鎖と結合することが判明する。白血球が白血病化すると、細胞表面の糖鎖の形が変化し、その糖鎖に結合するコムギ胚芽凝集素の反応が高まり、1950-70年代は沢山の医学者が植物レクチンを研究し、がんと糖鎖の関係が解明された。
アメリカの免疫学者 William C. Boyd とElizabeth Shapleighは、リママメの凝集素がA型の赤血球を凝集する現象を観察した。そして、特定の血液型を「選ぶ (ラテン語： legere )」タンパク質(in)の意味から、一連の凝集素を「レクチン」と命名した(1954年)。これにより、ラントシュタイナーが発見したABO式血液型における、型物質の実体が糖鎖であったことも明らかとなった。1960年代、アメリカのがん学者 Peter Nowellは、インゲンマメレクチンPHAを末梢血リンパ球に与えると有糸分裂促進が起き、細胞が増殖する現象を解明した。この発見はヒト染色体の核型観察を容易にした。1980年代は動物レクチンによる細胞死活性が研究され、糖鎖-タンパク質間作用による細胞増殖調節機能が理解された。

## 機構など
レクチンの代表的な一次構造ファミリーには、細菌や古細菌含む生物界に広く存在するリシンB鎖関連の『R型レクチン』、真核生物に存在し糖タンパク質のフォールディングに関与する「カルネキシン・カルレティキュリン」、多細胞動物に広く存在し「セレクチン」や「コレクチン」などを含むカルシウム要求性の『C型レクチン』、動物と真菌に存在しβ-ガラクトシドに結合する『ガレクチン』、レクチンのファミリー中最大で、マメ科植物種子や動物細胞に含まれる『L型レクチン』、リソソーム酵素の細胞内輸送に関わるマンノース-6-リン酸結合性の『P型レクチン』、グリコサミノグリカンなどの酸性糖鎖と結合する「アネキシン」、免疫グロブリン骨格を持つ「シグレック」を含む『I型レクチン』などが挙げられる。
動物レクチンは、動物の進化系統樹の全般に発見されている。植物、菌類、原生生物レクチンの知見も年々増えている。
ウナギの血中に含まれるレクチンはヒトのO型赤血球を凝集する。1935年に日本のウナギがヒトのO型赤血球を凝集する事が報告された。